# 紫轴凤尾蕨
紫轴凤尾蕨（学名：Pteris aspericaulis）为凤尾蕨科凤尾蕨属下的一个种。